# Институт проблем машиноведения РАН
Институт проблем машиноведения Российской Академии наук (ИПМаш РАН) — федеральное государственное бюджетное учреждение науки в Санкт-Петербурге, входит в Санкт-Петербургский научный центр РАН. Прежнее название — Ленинградский филиал Института машиноведения имени А. А. Благонравова АН СССР. Институт располагается на Васильевском острове, в городе Санкт-Петербурге. Здание, в котором располагается институт, выполнено в архитектурном стиле сталинского неоклассицизма.

## История
Возник как Ленинградский филиал Института машиноведения имени А. А. Благонравова АН СССР (1986). В 1991 году преобразован в самостоятельный институт. Организатором и первым директором института был доктор технических наук, профессор Владимир Павлович Булатов (возглавлял институт до 2002 года). В 2007 году переименован в Учреждение Российской академии наук Институт проблем машиноведения РАН (ИПМаш РАН). В 2011 году переименован в Федеральное государственное бюджетное учреждение науки Институт проблем машиноведения Российской академии наук (ИПМаш РАН).

## Руководство института
Организатором и первым директором ИПМАш РАН с 1986 по 2002 года был доктор технических наук, профессор Владимир Павлович Булатов.
С 2002 по 2015 год пост директора ИПМаш РАН занимал член-корреспондент РАН, доктор физико-математических наук, профессор Дмитрий Анатольевич Индейцев.
С 2015 по 2019 года ИПМаш РАН возглавлял член-корреспондент РАН, доктор физико-математических наук, профессор Александр Константинович Беляев.
С марта 2021 года пост директора ИПМаш РАН занимает доктор технических наук, профессор Владимир Анатольевич Полянский, ранее занимавший пост врио директора ИПМаш РАН (2019—март 2021).

## Основные направления научной и образовательной деятельности

### Основные направления научных исследований
Область исследований Института — динамика, прочность и надёжность машин и конструкций, в том числе морских, арктических и подводных, работающих в экстремальных условиях, а также управление сложными системами.
Основные сферы интересов Института — механика, термодинамика и кинетика переходных процессов в наноматериалах и «умных» материалах, фазовые переходы и дефекты структуры, динамика вибрационных, волновых и виброударных процессов, теория и методы процессов управления в сложных физических и технических системах, нано- и микротрибология.

### Образовательная деятельность
ИПМаш РАН в соответствии с лицензией Федеральной службы по надзору в сфере образования и науки, имеет право на ведение образовательной деятельности. Институт проводит обучение по подготовке научно-педагогических кадров в аспирантуре за счёт бюджетных ассигнований федерального бюджета по направлениям:
- 01.06.01 «Математика и механика».
- 01.02.04 «Механика деформируемого твёрдого тела».
- 01.02.06 «Динамика, прочность машин, приборов и аппаратуры».
- 05.02.04 «Трение и износ в машинах».
- 05.11.16. «Информационно-измерительные и управляющие системы в машиностроении».
- 15.06.01 «Машиностроение».
- 27.06.01 «Управление в технических системах».

В ИПМаш РАН действует собственный диссертационный совет. С 30 июля 2022 года распоряжением Правительства РФ № 2110-р ИПМаш РАН включён в перечень учреждений, наделённых правом самостоятельного присуждения учёных степеней, без последующего взаимодействия с ВАК.

### Публикационная деятельность
ИПМаш РАН издает с 2016 года научный журнал «Cybernetics and Physics», с периодичностью 4 номера в год. Индексируется в Scopus (Q3, 6 H-index).
Также в рамках сотрудничества с Санкт-Петербургским Политехническим университетом Петра Великого издаётся ежегодный сборник по итогам конференций «Advanced Problems in Mechanics». Сопредседателями научного комитета данного издания являются сотрудники ИПМаш РАН — чл. корр. РАН Дмитрий Анатольевич Индейцев и чл. корр. РАН Антон Мирославович Кривцов; должность учёного секретаря занимает Дятлова Полина Александровна.
За последние 3 года сотрудники ИПМаш РАН опубликовали 681 научную работу. За этот же период совместно с зарубежными организациями было опубликовано 247 научных работ.

### Места в рейтингах
Согласно международному рейтингу SCIMAGO INSTITUTIONS RANKING.

В общем рейтинге всех научных организаций России, ИПМаш РАН занимает 39 место из 146 Архивная копия от 5 декабря 2021 на Wayback Machine. В общем рейтинге среди всех организаций науки и высшего образования в России, ИПМаш РАН занимает 88 место из 319. Архивная копия от 18 декабря 2021 на Wayback Machine

## Структурные подразделения института
В структуру ИПМаш РАН входят 18 лабораторий, научно-образовательный центр и уникальная научная установка.
1. Лаборатория математического моделирования волновых процессов (зав. лаб., чл. корр. РАН Дмитрий Анатольевич Индейцев).
2. Лаборатория мехатроники (зав. лаб., чл. корр. РАН Александр Константинович Беляев).
3. Лаборатория механики наноматериалов и теории дефектов (зав. лаб. Гуткин Михаил Юрьевич).
4. Лаборатория математических методов механики материалов (зав. лаб. Фрейдин Александр Борисович).
5. Лаборатория микромеханики материалов (зав. лаб. Порубов Алексей Викторович).
6. Лаборатория трения и износа (зав. лаб. Седакова Елена Борисовна).
7. Лаборатория вибрационной механики (зав. лаб. Блехман Леонид Ильич).
8. Лаборатория «Дискретные модели механики» (зав. лаб., чл.-корр. РАН Антон Мирославович Кривцов).
9. Лаборатория физики разрушения (зав. лаб. Мещеряков Юрий Иванович).
10. Лаборатория «Модифицирование поверхностей материалов» (зав. лаб. Кузнецов Вячеслав Геннадьевич).
11. Лаборатория структурных и фазовых превращений в конденсированных средах (зав. лаб. Кукушкин Сергей Арсеньевич).
12. Лаборатория управления сложными системами (зав. лаб. Фрадков Александр Львович).
13. Лаборатория методов анализа надёжности (зав. лаб. Харламов Борис Павлович).
14. Лаборатория интеллектуальных электромеханических систем (зав. лаб. Городецкий Александр Емельянович).
15. Отдел экстремальных состояний материалов и конструкций (зав. отд., чл.-корр. РАН Петров Юрий Викторович).
16. Лаборатория прикладных исследований (зав. лаб. Яковлев Юрий Алексеевич).
17. Адаптивное и интеллектуальное управление сетевыми и распределенными системами (АдИн) (зав. лаб. Фуртат Игорь Борисович)

Научно-образовательный центр (НОЦ) ИПМаш РАН «Искусственный интеллект в киберфизических системах» (НОЦ ИИ-КФС). Директор — д.т. н., профессор Фрадков Александр Львович. Отделения НОЦ:
- Искусственный интеллект в мехатронных и киберфизических системах (д.ф.-м.н., чл.-корр. РАН Александр Константинович Беляев.).
- Искусственный интеллект и нейротехнологии в робототехнике и медицине (к.ф.-м.н. Плотников Сергей Александрович).
- Управление многоагентными мобильными системами и геосканирование (д.ф.-м.н. Граничин Олег Николаевич).
- Интеллектуальное управление в сетевых киберфизических системах при коммуникационных и транспортных ограничениях (д.т. н. Фрадков Александр Львович).
- Управление с искусственным интеллектом в энергетике (д.т. н. Фуртат Игорь Борисович).

Уникальная научная установка (УНУ) «Физика, химия и механика кристаллов и тонких пленок» (рук. д.ф-м.н. Кукушкин Сергей Арсеньевич). В состав данной УНУ входит: ультрафиолетовый эллипсометр J.A. Wollam VUV-VASE, единственный в Европе; экспериментальные установки-реакторы для формирования покрытий методом замещения атомов; установки для аналитических исследований кристаллов. C использованием оборудования УНУ уже успешно завершён ряд проектов РНФ и РФФИ, а также опубликовано более 160 научных работ.

## Общая информация о составе института
На начало 2021 года общее количество сотрудников Института Проблем Машиноведения РАН — 117 человек. Из них 44 кандидата наук и 49 доктора наук, а также:
- 1 академик РАН — Морозов Никита Фёдорович;
- 4 члена-корреспондента РАН: Беляев, Александр Константинович, Кривцов, Антон Мирославович, Кузнецов, Николай Владимирович и Петров, Юрий Викторович.
- 2 почётных члена иностранных академий наук: Беляев, Александр Константинович — (Австрийская Академия наук) и Кузнецов, Николай Владимирович — (Финская Академия наук и литературы).

## Научное сотрудничество
Партнёры института на региональном уровне:
- Математико-механический факультет Санкт-Петербургского государственного университета; Институт прикладной математики и механики;
- Институт компьютерных наук и технологий Санкт-Петербургского политехнического университета Петра Великого;
- Университет ИТМО.

Партнёры ИПМаш РАН по программам международного сотрудничества:
- Линчёпингский университет (Швеция),
- Институт машиностроения г. Наньчан (Китай)
- Венский технический университет (Австрия).

## Основные научные достижения
- Создана экспериментальная методика визуализации кинематических мод деформирования материала на основе использования жидких кристаллов.
- Создан новый раздел механики — вибрационная механика, предлагающая общий механико-математический подход к изучению действия вибрации на нелинейные механические системы.
- Разработана гидродинамическая теория трения при упорядочении молекулярной структуры смазки на трущихся поверхностях.
- Создана технология вакуумно-дугового нанесения защитных покрытий.
- Разработан корреляционный способ определения абразивного износа трущейся детали, не нарушающий работы машины.
- Предложен новый подход к описанию фазовых переходов.
- Разработаны новые алгоритмы управления транспортными роботами на скользящих режимах, адаптивной синхронизации взаимодействующих подсистем.
- Построены модели волновых процессов в сплошных средах с включениями.
- Описаны пластические свойства наноструктурных материалов нового типа (квазинанокристаллических), состоящих из нанокристаллитов и квазипериодической зернограничной фазы, определяющая роль поверхностей раздела в процессах негомогенной пластической деформации в сверхпрочных наноструктурных керамических плёнках.
- Разработана теория конденсации многокомпонентных плёнок из паровой и жидкой фаз, сопровождающих рост новой фазы.
- В ИПМаш РАН создана лаборатория по исследованию процессов нейрообратной связи, оборудованная стационарным 128-канальным ЭЭГрафом (ЭЭГ) экспертного класса NVX 136 и 24-х канальным мобильным ЭЭГрафом SmartBCI. Оба прибора российской разработки.
- Разработана платформо-независимая программная среда для проведения экспериментов любой сложности в парадигме ЭЭГ нейрообратной связи. Пройдены клинические испытания программного обеспечения.
- Разработан уникальный лабораторный стенд по разработке и исследованию алгоритмов управления электроэнергетическими сетями в нормальном режиме работы и аварийных ситуациях.